# 紐芬蘭真圓鰭魚
紐芬蘭真圓鰭魚，為輻鰭魚綱鮋形目杜父魚亞目絨杜父魚科的其中一種，為溫帶海水魚，分布於西北大西洋加拿大紐芬蘭至緬因灣海域，體長可達5.9公分，棲息在底層水域，生活習性不明。

## 扩展阅读
維基物種上的相關：紐芬蘭真圓鰭魚